# Prodiaphania echinomides
Prodiaphania echinomides är en tvåvingeart som först beskrevs av Jacques-Marie-Frangile Bigot 1874.  Prodiaphania echinomides ingår i släktet Prodiaphania och familjen parasitflugor. Inga underarter finns listade i Catalogue of Life.